# Mochowoje (Kaliningrad, Prawdinsk)
Mochowoje (Моховое, deutsch Eberswalde) war ein Ort in der russischen Oblast Kaliningrad (Gebiet Königsberg (Preußen)). Die Ortsstelle gehört heute zum Rajon Prawdinsk (Stadtkreis Friedland (Ostpreußen)).

## Geographische Lage
Die Ortsstelle von Mochowoje resp. Eberswalde liegt im südlichen Westen der Oblast Kaliningrad, 20 Kilometer nördlich der früheren Kreisstadt Preußisch Eylau (russisch Bagrationowsk) bzw. 22 Kilometer nordwestlich der heutigen Rajonshauptstadt Prawdinsk (deutsch Friedland (Ostpreußen)).

## Geschichte
Im Jahre 1437 wurde der kleine Gutsort Eberdeswalde erstmals urkundlich erwähnt und danach Groß Ebertswalde, Groß Eberswalde (nach 1820) und – unter Wegfall der Zusatzbezeichnung – Eberswalde (nach 1874) genannt.
Nachdem am 4. April 1874 das Gut Klein Eberswalde, das zum Forst Preußisch Eylau gehörte, nach Groß Eberswalde eingemeindet worden war, kam der Gutsbezirk Eberswalde im Mai 1874 zum neu gebildeten Amtsbezirk Uderwangen (russisch Tschechowo) im Kreis Preußisch Eylau in Ostpreußen. Im Jahre 1910 zählte Eberswalde 41 Einwohner.
Am 30. September 1928 schloss sich der Gutsbezirk Eberswalde mit dem Gutsbezirk Pilgrim (russisch Soldatskoje) und den beiden Landgemeinden Uderwangen (Tschechowo) und Unruh (Kertschenskoje) zur neuen Landgemeinde Uderwangen, weiterhin dem gleichnamigen Amtsbezirk zugehörig, zusammen.
Von der Abtretung des gesamten nördlichen Ostpreußen in Kriegsfolge 1945 an die Sowjetunion war auch Eberswalde betroffen. Es erhielt die russische Namensform „Mochowoje“ und war wohl anfangs noch besiedelt, wurde dann aber bald verlassen, so dass auch keine Zuordnung zu einem Dorfsowjet belegt ist. Mochowoje gilt heute als untergegangen. Seine Ortsstelle gehört jetzt zum Rajon Prawdinsk (Stadtkreis Friedland (Ostpreußen)) in der Oblast Kaliningrad (Gebiet Königsberg (Preußen)) der Russischen Föderation.

## Religion
Bis 1945 war Eberswalde in das Kirchspiel der evangelischen Kirche Uderwangen (Tschechowo) in der Kirchenprovinz Ostpreußen der Kirche der Altpreußischen Union eingepfarrt.

## Verkehr
Die Ortsstelle von Mochowoje resp. Eberswalde liegt an einer Nebenstraße, die bei Tschechowo von der 27A-083 (ex russische A 196, frühere deutsche Reichsstraße 131) zur Ortsstelle von Armeiskoje (Ackerau) führt.
Uderwangen war vor 1945 die nächste Bahnstation. Sie lag an der seit 1945 nicht mehr befahrenen Bahnstrecke Königsberg–Angerburg.